# Pseudochromis steenei
Pseudochromis steenei is een straalvinnige vissensoort uit de familie van dwergzeebaarzen (Pseudochromidae). De wetenschappelijke naam van de soort is voor het eerst geldig gepubliceerd in 1992 door Gill & Randall.